# Нижній Прилук
Нижній Прилу́к (рос. Нижний Прилук) — присілок у складі Великоустюзького району Вологодської області, Росія. Входить до складу Мардензького сільського поселення.

## Населення
Населення — 7 осіб (2010; 5 у 2002).
Національний склад (станом на 2002 рік):
- росіяни — 80 %